# 阿普卡魯
阿普卡魯或阿布葛是美索不達米亞神話的七位智者和仙人，授予人類智慧，阿達帕是其中之一。在部分文獻中，他們被描述為半神，呈現上半身是人、下半身是魚的半魚人之姿。